# Marguerite Duras
Marguerite Duras (født Marguerite Germaine Marie Donnadieu 4. april 1914, død 3. marts 1996) var en fransk forfatterinde, dramaturg, manuskriptforfatter og filminstruktør. Født i Gia Dinh nær Saigon i den daværende franske koloni Indokina. Hun var datter af Marie Legrand og Henri Donnadieu.
Sin største publikumssucces fik hun med den korte autobiografiske roman L'Amant (1984, dansk Elskeren, 1985), som hun modtog den prestigefyldte franske litteraturpris Goncourtprisen for samme år. Bogen blev filmatiseret af Jean-Jacques Annaud i 1992, men Duras brød sig ikke om resultatet, og omskrev romanen under den nye titel L'Amant de la Chine du Nord allerede i 1991 inden filmen kom ud.
Duras' romaner er talrige og forskelligartede; fælles for dem er en personlig tone og en modernistisk, iagttagende og punktvis skrivestil, hvor meget forbliver usagt.